# Zambézi

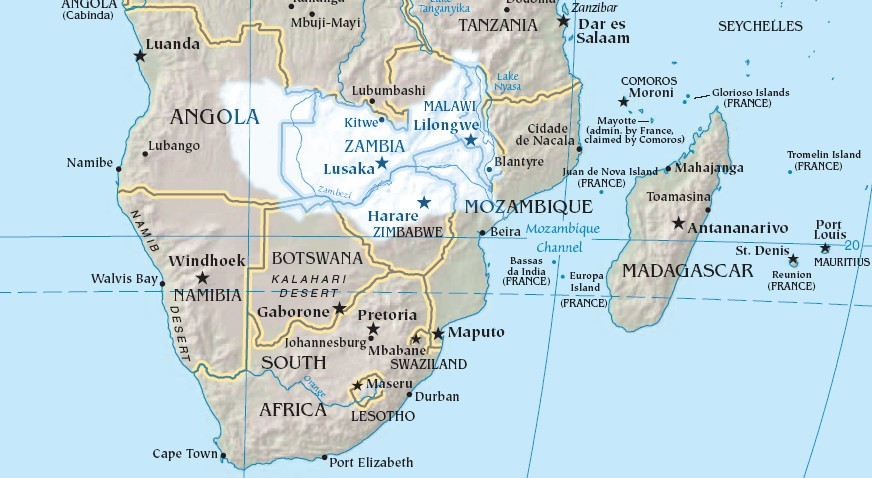
A Zambézi vízgyűjtő területe

A Zambézi Afrika negyedik leghosszabb folyója és a legnagyobb, ami az afrikai kontinensről az Indiai-óceánba ömlik. A 2574 km hosszú folyó forrása Zambiában található és átfolyik Angolán és Zimbabwén, majd Mozambik területén az óceánba ömlik. 
A Zambézi leglátványosabb szakasza a Viktória-vízesés, ami a világ egyik legnagyobbika. Jelentősebb vízesések a folyón a Chavuma Falls, Zambia és Angola határán és a Ngonye Falls, Sioma mellett Nyugat-Zambiában. Teljes hosszán a folyót csak öt híd keresztezi: Chinyinginél, Katima Mulilonál, a Viktória-vízesésnél, Chirundunál és Teténél. Két nagy vízierőmű van a folyón, ezek a Kariba gát, ami Zambia és Zimbabwe energiáját szolgáltatja és a Cabora-Bassa gát Mozambikban, ami Dél-Afrikának ad energiát.
A Zambézi alsó folyása az Indiai-óceántól felfelé 650 km-es távolságig, azaz Cahora Bassa gátig hajózható, bár a folyó a száraz évszakban sok helyen sekély. A kis vízmélység azokon a helyeken jellemző, ahol a folyó belép egy széles völgybe, és nagy területen szétterjed. Csak egy ponton, a torkolatától 320 km-re fekvő Lupata-szorosban folyik a folyó magas hegyek között. Itt alig 200 m széles. Másutt 5–8 km széles, sok helyen kisebb mellékfolyókra ágazik szét.

## Képek
|  |  |